# جيمس ثورب (سياسي)
جيمس ثورب هو سياسي أمريكي، ولد في 28 أكتوبر 1927 في ألايانس في الولايات المتحدة، وتوفي بنفس المكان في 28 مارس 2007. نشط حزبياً في الحزب الجمهوري. وقد انتخب عضو مجلس نواب أوهايو ‏.